# Katarina Mögenburg

Katarina Mögenburg, född den 16 juni 1991 i Köln, är en norsk-tysk friidrottare, som tävlar främst i höjdhopp men även i längdhopp och tresteg. Hennes klubb är IL Tyrving i Bærum. Hon är dotter till höjdhopparen Dietmar Mögenburg.
Mögenburg har tagit flera tyska och norska medaljer i respektive mästerskap. Hennes personliga rekord i höjdhopp utomhus är 190 cm (2015). I längdhopp har hon presterat 5,97 m (2012).